# St. Johannes (Teichwitz)

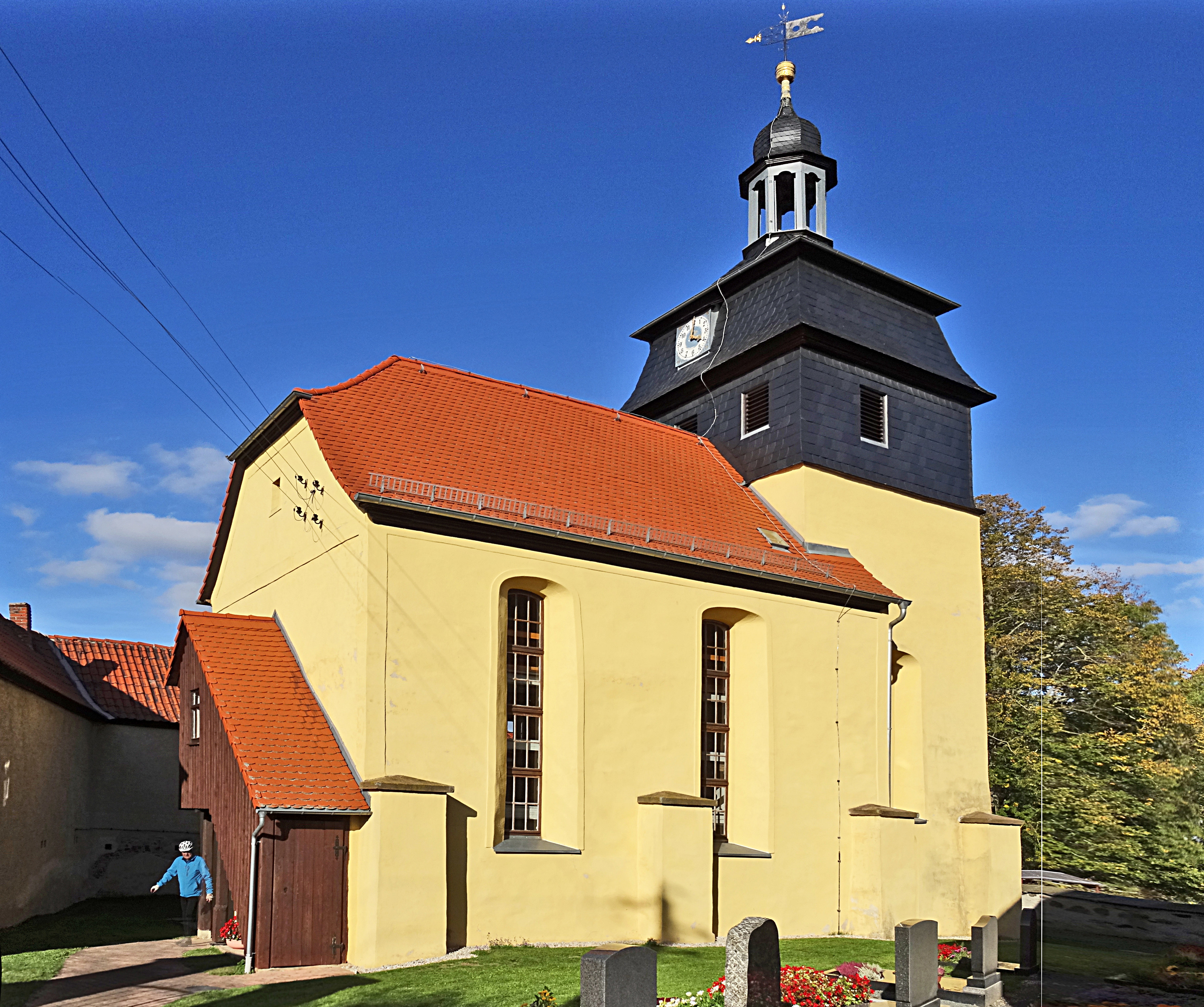
St. Johannes

Die evangelisch-lutherische Dorfkirche St. Johannes steht in der Gemeinde Teichwitz im Landkreis Greiz in Thüringen.

## Geschichte
Im Jahr 1328 wurde der Pfarrer aus Teichwitz, Friedrich von Töpen, als Zeuge in einer Urkunde genannt. Dies gilt als Ersterwähnung der Kirche, die natürlich schon vorher bestanden haben muss. Weitere Nachforschungen haben ergeben, dass die Dorfkirche am 1. September 1260 erstmals in einem Archiv erwähnt wurde.
Der Kirchturm des ersten Kirchengebäudes, 1564 errichtet, ist bei dem totalen Neuaufbau des Kirchenschiffes 1734 erhalten geblieben. Die Saalkirche entstand im frühgotischen Stil und zeigt wenige kräftige Strebepfeiler und einen kompakten Kirchturm mit quadratischem Grundriss. Der Turmaufsatz ist getreppt und mit Schiefer verkleidet. Eine Laterne trägt das Geläut.
Die Kirchgemeinde erhielt 1789 neue Glocken.
Bereits im Jahr 1950 begann eine Kirchenpartnerschaft mit der evangelischen Kirchengemeinde Bad Teinach, die seitdem ununterbrochen besteht. Nach 1990 konnten die Kontakte intensiviert werden.
Nach der politischen Wende konnte die Kirchengemeinde die Restaurierung des Gotteshauses vornehmen, die 2009 vollendet wurde. Bei diesen Arbeiten legte ein ortsansässiger Malermeister sechs frühere Farbfassungen frei. Die Christen konnten auswählen, welche nun realisiert wurde, sie entschieden sich für einen weißen und zartgrauen Grundton mit blauen und goldenen Strichdekorationen. Die Widmung der Kirche auf Johannes den Täufer erfolgte anlässlich des Festgottesdienstes zur Wiedereinweihung der Kirche am 27. Juni 2010, der mit einer Messe der Landesbischöfin Ilse Junkermann begann.
Ein 2005 gebildeter Orgelförderverein widmete sich der Restaurierung der Orgel, die 2013 abgeschlossen werden konnte. Auch die Orgelweihe nahm die Landesbischöfin vor.
Die Gemeinde gehört seit 26. März 1996 zum evangelischen Kirchspiel Weida in der Superintendentur Gera, zusammen mit weiteren neun Kirchengemeinden.

## Ausstattung
Der eingezogene rechteckige Chorraum beherbergt einen Kanzelaltar mit Schalldeckel. Ein achteckiger Taufstein steht vor dem schlichten Altartisch auf dem etwas erhöhten Fußboden des Chores. Die Brüstungsfelder der dreiseitig um das Kirchenschiff herumlaufenden Empore, deren Ecken auf Holzsäulen ruhen, zeigen aufgemalte Netzstrukturen, die an Marmor erinnern.